# Jiří Mastný
Jiří Mastný (24. prosince 1923 Mladá Boleslav – 8. října 1972 Olomouc) byl generálmajor technického vojska Československé lidové armády.

## Život
Po ukončení Vyšší průmyslové školy v Mladé Boleslavi v roce 1942 nastoupil do mladoboleslavských automobilových závodů jako konstruktér přípravků, vypracoval se na vedoucího provozu technických dílen, později na okresního velitele Lidových milicí. V době, kdy se formovala nová Československá lidová armáda, uposlechl výzvy a dobrovolně do ní vstoupil. Mezi roky 1945 a 1946 absolvoval školu pro důstojníky dělostřelectva v záloze.
V padesátých letech osobně navrhl a vedl vývoj lehkého obrněného vozu OA-82 Jarmila II (Tatra T-811). Výrazně se angažoval v zavádění nových obrněných vozidel do výzbroje ČSLA. Vedl komisi pro odzkoušení a prověření prototypu V3S.
Jako jednatřicetiletý byl 6. května 1955 povýšen do hodnosti generálmajora.
V roce 1960, po konci kultu osobnosti Klementa Gottwalda, byl disciplinárně trestán a převelen do Olomouce jako náčelník Automobilového opravárenského závodu, který se pod jeho vedením stal jedním z největších v rámci MNO-TAS. Zde byl od roku 1966 poslancem ONV v Olomouci, členem průmyslové komise. Předsedou TJ RH Olomouc, později Dukla-Rohování (box). Angažoval se v automobilovém sportu.
V době, kde se začal vracet do funkcí, onemocněl a v nedožitých padesáti letech v Olomouci zemřel.

## Vyznamenání
- Medaile Za zásluhy o obranu vlasti 1955
- Medaile Za zásluhy o obranu vlasti 1957
- Vyznamenání za službu vlasti, 1955
- Medaile za upevňování přátelství ve zbrani, II. a III. stupeň, 1970
- propůjčen Řád rudé hvězdy, 1969